# Zámek Chamerolles
Zámek Chamerolles (francouzsky Château de Chamerolles) je renesanční zámek v obci Chilleurs-aux-Bois v departementu Loiret, region Centre-Val de Loire. Zámek nechal v 16. století zbudovat Lancelot I. z Lac na základech středověkého hradu jako jeden z prvních renesančních zámků ve Francii.